# James Bertie (1er comte d'Abingdon)
James Bertie, 1er comte d'Abingdon (16 juin 1653-22 mai 1699), connu comme le 5e baron Norreys de 1657 à 1682, est un homme politique anglais. 

## Jeunesse et Famille
Il est le fils aîné de Montagu Bertie (2e comte de Lindsey) et de sa deuxième épouse, Bridget Wray, 4e baronne Norreys. Le comte de Lindsey est un royaliste affirmé et le chef d'une famille influente du Lincolnshire. Bien que la position de James en tant que sixième fils ait pu limiter ses perspectives, à la mort de sa mère vers 1657, il devient le 5e baron Norreys de Rycote. Avec la pairie, il hérite de sa mère des domaines considérables dans le Berkshire. Ces vastes domaines lui fournissent une base de pouvoir politique dans l'Oxfordshire. Le mariage au début des années 1650 de sa demi-sœur Bridget avec Thomas Osborne (1er duc de Leeds) s'avère également d'un grand avantage pour les Berties, car Osborne devenu duc de Leeds devient l'un des éminents hommes politiques de la dernière époque Stuart. Osborne est particulièrement en bons termes avec Lord Norreys, et souvent reste et chasse avec lui à Rycote. 
Le 1er février 1671, Norreys épouse Eleanor Lee à Adderbury. Elle est la fille aînée et cohéritière d'Henry Lee, 3e baronnet et de sa femme Ann Danvers, tous deux morts en 1659. Les domaines Danvers sont laissés en fiducie pour Eleanor et sa sœur Ann, qui épouse Thomas Wharton (1er marquis de Wharton) en 1673. La tante d'Eleanor, Elizabeth, épouse de Robert Villiers, plus tard Danvers, est également bénéficiaire, mais les fiduciaires achètent sa part l'année du mariage d'Ann. Un litige éclate entre Norreys, Wharton et leurs épouses au sujet de la fiducie et un partage des biens a lieu en 1681. 
Norreys et sa femme ont six fils et trois filles: 
- Montagu Venables-Bertie (2e comte d'Abingdon) (1673-1743)
- James Bertie (1674-1735)
- Henry Bertie (1675-1735) [6]
- Robert Bertie (28 février 1676-16 août 1710)
- Peregrine Bertie (2 février 1677-1709), commandant du HMS Ruby, mort prisonnier de guerre en France
- Charles Bertie (professeur) (1678-1747)
- Bridget Bertie (avant 1683 - 13 juin 1753)[7], épouse Richard Bulkeley (4e vicomte Bulkeley)
- Anne Bertie (décédée le 31 octobre 1718)[8], épouse Sir William Courtenay (2e baronnet)
- Mary Bertie, décédée célibataire

À la mort de James Fiennes (2e vicomte Saye et Sele) en 1674, Norreys le remplace en tant que Lord Lieutenant de l'Oxfordshire. Il prend d'abord son siège à la Chambre des lords le 13 avril 1675 et appartenait au parti de la cour, plus tard les conservateurs. C'est Danby qui arrange une querelle entre Norreys et John Wilmot (2e comte de Rochester) en septembre 1678 et évite un duel. 

## Partisan de la cour à Oxford
Les révélations imaginaires du Complot papiste et le mépris populaire pour la politique de Charles II que Danby a menée conduisent à une violente réaction politique contre le catholicisme et le parti de la cour, dirigée en partie par le rival de Danby, Anthony Ashley-Cooper (1er comte de Shaftesbury). Le roi dissout le Parlement cavalier et de nouvelles élections ont lieu en février 1679. Norreys fait campagne à Oxford et dans l'Oxfordshire pour les candidats de la cour au nouveau Parlement, mais sans succès. Le parti Country domine les Communes et Danby est contraint de démissionner. Un pardon royal ne fait qu'aggraver l'indignation contre lui, et il est emprisonné à la Tour de Londres tandis que les Communes, qui l'ont destitué, débattent de son sort avec les Lords. Norreys reste un fervent partisan de la cour, et Danby, correspondant avec le roi de la tour cet été-là, recommande son avancement dans la pairie. Bien qu'enthousiaste, Norreys est notoirement malade, ayant souffert de "jaunisse noire" (peut-être la Leptospirose), au point de gêner ses affaires parlementaires. 
L'opposition de Shaftesbury rend les deux parlements convoqués en 1679 assez ingérables par la cour. Le roi décide de tenir un nouveau Parlement à Oxford en 1681, dans l'espoir de tirer parti des loyautés royalistes traditionnelles de la ville. Norreys et John Fell, qui sont les responsables de la cour lors des deux dernières élections, sont chargés des préparatifs de la tenue du nouveau Parlement. Fell réussit à organiser une trêve entre Norreys et John Lovelace (3e baron Lovelace), le principal électeur whig de l'arrondissement, tandis que Norreys s'occupe des détails logistiques de l'accueil du Parlement. Heureusement pour lui, l'officier de la Maison royale responsable de l'hébergement du Parlement, le Lord-grand-chambellan, est son demi-frère aîné, Robert Bertie (3e comte de Lindsey). Les élections au Parlement d'Oxford ne sont pas plus favorables au parti de la cour que les précédentes, mais Norreys joue son rôle de Lord Lieutenant et hôte, conduisant une troupe de cavaliers pour escorter le roi de la frontière de l'Oxfordshire au Parlement. Norreys prend également la décision quelque peu audacieuse de présenter une requête aux Lords pour la libération sous caution de Danby, qui croupit toujours dans la Tour. Les opinions sont partagées et l'affaire est mise de côté pendant quelques jours sur la suggestion de George Savile (1er marquis d'Halifax). Elle n'est pas reprise: un traité secret avec la France a soulagé le besoin d'approvisionnement du roi, et une réaction populaire contre les Whigs commence à se développer. Charles est peu enclin à se disputer avec un autre parlement exclusionniste et le dissout brusquement après une semaine. 
En juillet, le greffier d'Oxford meurt et Norreys recommande Thomas Baker comme candidat conservateur pour le poste à Leoline Jenkins, le secrétaire du Sud. Norreys reconnait qu'Edward Prince, le candidat Whig, va probablement se révéler plus populaire, et l'intervention du duc de Monmouth contre Baker provoque la désignation de Prince le 11 août. Une altercation s'ensuit avec Brome Whorwood, le député whig de l'arrondissement, lors des élections: après un échange d'insultes, dans lequel Norreys qualifie Whorwood de "vieux coquin" et est appelé à son tour un "jeune voyou", Norreys se met alors à battre Whorwood avec sa canne. Norreys est apparemment prêt à se battre en duel contre Lord Lovelace (à la place du vieux Whorwood), mais Lovelace refuse de reprendre la querelle, et Fell réussit à arranger les affaires entre Norreys et Whorwood avant que l'affaire soit portée devant les tribunaux . 
Norreys a maintenant une position beaucoup plus importante à la cour. Au fur et à mesure que la réaction conservatrice prend de l'ampleur, la cour poursuit, pour des motifs plutôt spécieux, certains Whigs pour complot en vue de déposer le roi. L'affaire contre Edward Fitzharris est débattue entre les Communes et les Lords à la fin du Parlement; la dissolution du Parlement ouvre la voie à sa condamnation par la Cour du banc du Roi, et des poursuites sont alors engagées contre Stephen College (en), un militant anti-catholique virulent. Le grand jury de Middlesex, qui est Whiggish, ne met pas en accusation College, mais il est ensuite amené devant les assises de l'Oxfordshire pour de prétendus méfaits. College est accusé de sédition devant un grand jury dont l'artisan est le frère cadet de Norreys, Henry et renvoyé en jugement. Norreys préside le procès, qui se tient les 17 et 18 août 1681. Collège et son avocat, Aaron Smith, mettent en place une défense aussi efficace que possible, et la plupart des preuves contre lui sont circonstancielles; mais il ne peut guère espérer s'échapper et est rapidement condamné à mort . Ce résultat est très satisfaisant pour la cour, et le 30 novembre 1682, Norreys est créé comte d'Abingdon par lettres patentes. 

## Rupture avec Jacques II
Alors que Jacques II adopte des politiques pro-catholiques de plus en plus marquées, de nombreux tories se retrouvent obligés de choisir entre le soutien à la Cour et le soutien à l'Église établie. Abingdon se range du côté de l'Église: il prend notamment le parti de ses camarades du Magdalen College dans leur querelle avec le roi, qui commence au printemps 1687. Sa séparation de la Cour marque son rapprochement avec l'arrondissement d'Oxford: le 16 septembre 1687  il est élu à l'unanimité haut commissaire d'Oxford par la Corporation municipale  succédant au duc de Buckingham . En octobre 1687, Jacques II adresse les «trois questions» à ses Lord Lieutenant, dans le but d'identifier les partisans de son programme de suppression des discriminations légales contre les catholiques. Les lords lieutenants doivent adresser ces questions aux membres de la commission de la paix de leurs comtés respectifs et renvoyer ceux qui sont hostiles à la tolérance religieuse. Abingdon, dans un échange franc avec le roi, refuse de participer à ce programme. Il maintient son soutien aux membres du collège de Madeleine. Lorsqu'ils sont éjectés le 16 novembre par la Commission ecclésiastique, il leur offre son hospitalité à Rycote. Cet acte de défi ne devait pas être supporté, et Abingdon est renvoyé de son poste de lord lieutenant et remplacé par le cousin germain de sa femme, Edward Lee (1er comte de Lichfield) ,. 
Alors que le programme de Jacques II pour former un gouvernement conforme à ses vœux s'intensifie, l'arrondissement d'Oxford est «réglementé» et la corporation dissoute en juin 1688 par décret. Une nouvelle charte est émise en septembre  le brevet nomme Lichfield haut délégué à la place d'Abingdon . Avec la Glorieuse Révolution imminente, Jacques II inverse le cap en octobre et annule les chartes de 1684 et 1688. Abingdon est réélu à l'unanimité haut commissaire, un événement célébré largement dans l'arrondissement . Au cours de l'année, il achète également le manoir de Littleton Panell, adjacent à son domaine de West Lavington, à Robert Tyderlegh et à sa femme, Mary . 
Il est cependant beaucoup trop tard pour ramener Abingdon à son allégeance à Jacques II. Danby a signé l'Invitation à Guillaume en juin et de nombreux Berties,dont Abingdon, ont été entraînés dans le complot en septembre ,. En novembre 1688, Abingdon fait défection pour rejoindre Guillaume III d'Orange-Nassau, conduisant 50 cavaliers hors d'Oxford auprès de William à Exeter, étant ainsi le premier des pairs à prendre ouvertement les armes en son nom. 

## Après la révolution
Les principes conservateurs d'Abingdon ne sont pas réduits à néant par son rôle dans la Révolution. Après la fuite de Jacques II, il vote contre la déclaration de vacance du trône. Néanmoins, il est renommé lord lieutenant d'Oxfordshire le 3 mai 1689 pour remplacer Lichfield, et custos rotulorum du comté le 9 juillet, en remplacement d'Henry Hyde (2e comte de Clarendon) résolument jacobite. Les deux postes sont ensuite unis. Vers la fin de l'année, Abingdon défend sa conduite lors du procès du Stephen College contre une attaque du comte de Macclesfield. Bien que l'attaque n'ait pas été poursuivie, le comportement politique d'Abingdon à Oxford laisse sa position sous William toujours quelque peu incertaine, malgré le regain d'influence à la cour de Danby, devenu marquis de Carmarthen . Il reste actif dans la politique locale dans le Berkshire, l'Oxfordshire et le Wiltshire. Lors des Élections générales anglaises de 1690, il installe son fils, Montagu Venables-Bertie (2e comte d'Abingdon), député en exercice du Berkshire, également pour l'Oxfordshire. C'est une décision prudente, car Norreys est battu dans le Berkshire (il n'est peut-être même pas allé au bureau de vote là-bas), mais est réélu pour l'Oxfordshire après une campagne houleuse, avec des accusations de jacobitisme lancées contre Abingdon, qui l'ont tellement découragé qu'il envisage de démissionner de son poste de lord lieutenant, à la grande consternation de Clarendon. 
L'épouse d'Abingdon, Eleanora, est décédée subitement le 31 mai 1691 à West Lavington et y est enterrée le 6 juin . 
En 1693, à la mort de son rival politique, Lord Lovelace, Carmarthen obtient pour Abingdon le poste de juge à Eyre au sud de la rivière Trent . Le poste permet de nommer un secrétaire à la justice, qu'il donne à son demi-frère Charles Bertie (1640-1711). 
La santé d'Abingdon, jamais bonne, continue de le tourmenter tout au long de la décennie, et Charles rapporte en janvier 1694 qu'Abingdon souffre gravement d'un essoufflement. Carmarthen est nommé duc de Leeds cette année-là, mais une attaque Whig contre lui pour avoir accepté des pots-de-vin le chasse de ses fonctions en 1695. Abingdon est de plus en plus en désaccord avec le gouvernement dominé par les Whig; à cela s'ajouta la vieille querelle des domaines de Danvers avec le beau-frère de sa femme, Lord Wharton, l'un des membres de la Junto. Son refus de signer l'Association en 1696 motive son départ de ses fonctions de juge et de lord-lieutenant l'année suivante . 
Il se remarie avec Catherine Chamberlayne, fille du révérend Sir Thomas Chamberlayne et Margaret, fille d'Edmund Prideaux (en), le 15 avril 1698 à Stanwell . Ils n'ont pas d'enfants. Abingdon est décédé à Westminster le 22 mai 1699, et est remplacé par son fils aîné Montagu. Il est enterré à Rycote le 29 mai. 